# Hypoctonus dawnae
Espèce
Hypoctonus dawnae est une espèce d'uropyges de la famille des Thelyphonidae.

## Distribution
Cette espèce est endémique de Birmanie.

## Description
La carapace des mâles mesure de 9,5 à 10,5 mm de long sur de 5,5 à 6 mm.

## Étymologie
Son nom d'espèce lui a été donné en référence au lieu de sa découverte, les Dawna Hills.

## Publication originale
- Gravely, 1912 : Notes on Pedipalpi in the collection of the Indian Museum. III.–Some new and imperfectly known species of Hypoctomus. Records of the Indian Museum, vol. 7, p. 101-107 (texte intégral).